# بيتر نيومان

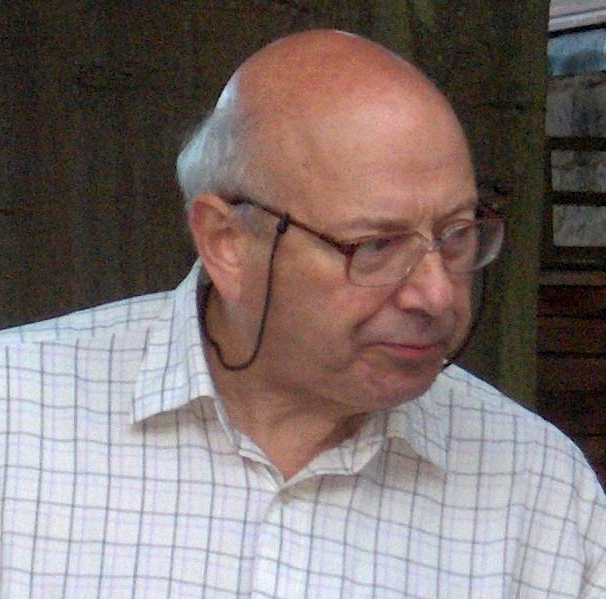
بيتر نيومان

 بيتر مايكل نيومان  (بالإنجليزية: Peter M. Neumann)‏ (ولد في 28 ديسمبر 1940) عالم رياضيات إنجليزي، ولد في أكسفورد لوالدين من علماء الرياضيات برنهارد نيومان وحنا نيومان، وبعد أن تخرج من كلية الملكة، أكسفورد عام 1963، حصل على درجة الدكتوراه في الفلسفة من جامعة أكسفورد عام 1966.
بعد ذلك عاد ليحاضر في كلية الملكة، في جامعة أكسفورد. وبعد تقاعده في عام 2008، هو الآن حصل على الزمالة الفخرية لكلية الملكة. كانت أعماله تتركز في مجال نظرية الزمر. كما اشتهر أيضًا بحله لمسألة ابن الهيثم في عام 1997.
في عام 1987، فاز نيومان بجائزة ليستر فورد التي تمنحها جمعية الرياضياتيين في أمريكا لمراجعته كتاب هارولد إدواردز «نظرية جالويس». وفي عام 2003، منحته جمعية لندن للرياضيات جائزة وايتهيد. كما كان أول رئيس لاتحاد الرياضياتيين البريطانيين، من أكتوبر 1996 إلى أبريل 2004، وخلفه برنارد سيلفرمان. كرمته بريطانيا بمنحه وسام رتبة الإمبراطورية البريطانية عام 2008.